# Vzpoura proti modernímu světu
Vzpoura proti modernímu světu (italsky Rivolta contro il mondo moderno) je knihou Julia Evoly, poprvé vydanou roku 1934, druhé italské vydání roku 1951, třetí roku 1969. Rozvádí kritiku moderního Západu, jenž je vnímán jako založený na konzumu a sekularismu, masové konformitě a průměrnosti. Tyto atributy staví do kontrastu s aristokratickým heroismem a náboženským rozjímáním. Ideál společnosti vidí v nadčasové Tradici duchovních proudů předmoderního světa, „kdy božské a numinózní ještě bylo součástí lidského života“.
České vydání vyšlo roku 2020.